# 索菲娅·罗塔鲁
索菲娅·米哈伊洛芙娜·罗塔鲁（烏克蘭語： [soˈfijɐ roˈtɑrʊ]；1947年8月7日—）是罗马尼亚裔的乌克兰流行音樂創作歌手、音樂家、舞者、電影監製、演員，女實業家、作家，作品在俄羅斯、烏克蘭、摩尔多瓦和前蘇聯流行。